# Giovanni Palumbo
Giovanni Palumbo (Bitetto, 1926 – 12 ottobre 2011) è stato un politico italiano.
È stato docente di lingua francese e preside della scuola media statale "G. Modugno" di Bitetto; ha ricoperto la carica di sindaco di Bitetto dal 1956 al 1964 e dal 1988 al 1991, è stato anche assessore provinciale all'agricoltura dal 1965 al 1970 e presidente della Provincia di Bari dal 1970 al 1975. Ha pubblicato diversi libri.